# Jake Paul vs. Nate Diaz
Jake Paul vs. Nate Diaz, anunciado como Ready 4 War, fue un combate de boxeo profesional de peso crucero disputado entre el rapero estadounidense Jake Paul y el artista marcial mixto estadounidense Nate Diaz. La pelea tuvo lugar en el American Airlines Center en Dallas, Texas, el 5 de agosto de 2023. La pelea vendió 450,000 compras de PPV y generó alrededor de $27 millones en ingresos. También generó $3.1 millones en ventas de boletos.

## Antecedentes
Después de que Tommy Fury derrotara a Jake Paul en febrero de 2023 en Arabia Saudita, tanto Paul como Fury expresaron interés en una revancha inmediata. Sin embargo, en marzo, se informó que Paul y su equipo estaban planeando una pelea con Floyd Mayweather Jr. y KSI antes de la revancha con Fury.
El 12 de abril, se anunció que Paul volvería al ring contra el peleador de artes marciales mixtas Nate Diaz en una pelea de ocho asaltos, lo que marcaría el debut profesional de Diaz en el boxeo. En junio, se anunció que el combate se incrementaría a 10 asaltos después de que ambas partes acordaran el cambio de términos a través de las redes sociales. El combate se disputó en un peso pactado de 185 libras, con guantes de 10 onzas.
Este evento fue producido por la empresa de Jake Paul, "Most Valuable Promotions", y la empresa de Nate Diaz, "Real Fight Inc.". Los boxeadores del campamento y equipo de Diaz incluyeron a Alan Sanchez, Kilo Madera, Luciano Ramos, Jose Aguayo y Chris Avila.

## Resultados
1. ↑  Debut profesional de Diaz
2. ↑  Por los títulos mundiales de la IBF, IBO, WBA, WBC y WBO
3. ↑  Avila no dio el peso (170 lbs) y fue multado con un porcentaje de su bolsa

## Transmisión
| País/Región   | Emisoras   | Emisoras |
| País/Región   | PPV        | Stream   |
| ------------- | ---------- | -------- |
| Mundial       | DAZN       | DAZN     |
| Mundial       | FITE       |          |
| Australia     | Main Event |          |
| Nueva Zelanda | Sky Arena  |          |